# Katō Yoshiaki
En aquest nom japonès, el cognom és Katō.
Katō Yoshiaki (1563-1631) va ser un samurai japonès al servei de Toyotomi Hideyoshi durant el període Sengoku de la història del Japó. Yoshiaki va tenir una distingida participació durant la batalla de Shizugatake pel que va ser considerat com una de les Set Llances de Shizugatake. També va participar en el comandament la flota de Hideyoshi durant les seves invasions a Corea així com les seves campanyes a Kyūshū. Després de la mort de Hideyoshi, va lluitar al costat de Tokugawa Ieyasu a la batalla de Sekigahara, després de la qual Tokugawa va doblar el seu han de 100.000-200.000 koku.